# Tramore
Tramore (irl. Trá Mhór) – nadmorskie miasto w hrabstwie Waterford w Irlandii, położone 13 km od miasta Waterford i 6 km od portu lotniczego Waterford.